# Печь Утермарка

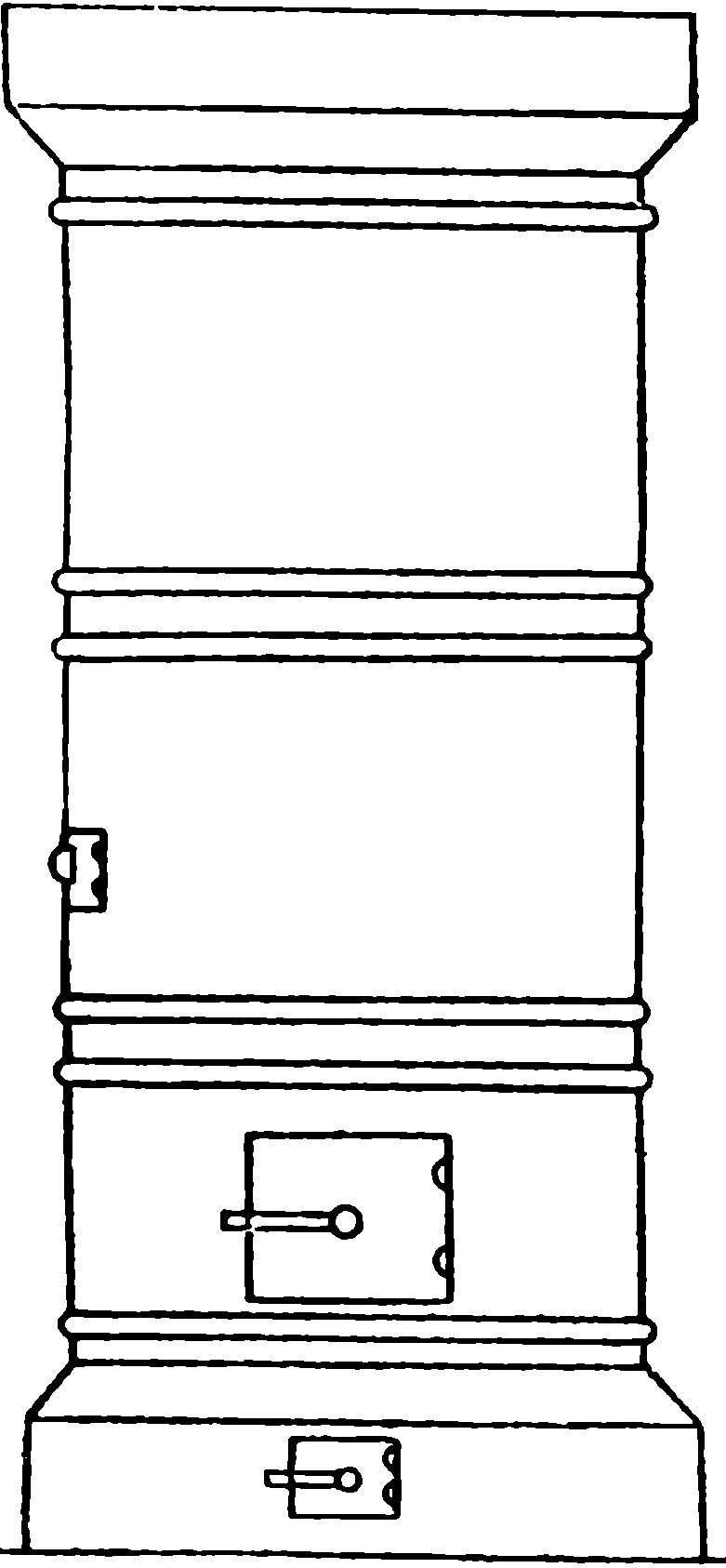
Печь Утермарка с колосниковой решёткой
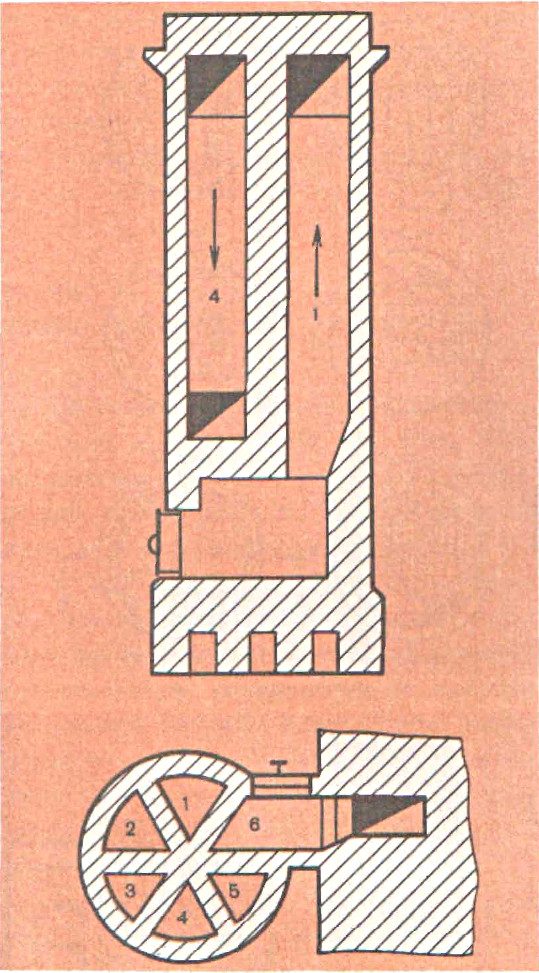
1, 3, 5 — подъёмные каналы 2, 4, 6 — опускные каналы

Печь Утермарка — кирпичная печь для отопления помещений.

## История
Изобретена российским архитектором немецкого происхождения Иоганном Утермарком в 1820 году. К 1848 году получила в России широкое распространение, продолжавшееся до середины XX века.

## Описание
Корпус в виде вертикально расположенного цилиндра (столба). Снаружи заключена в металлический футляр. Стенки выложены в четверть кирпича (тонкостенная). Топливная камера с глухим подом. Система дымооборотов последовательная с 3—6 вертикальными каналами. Дымовые газы выводятся в отдельно стоящую (коренную), стенную или насадную трубу. Коэффициент полезного действия равен примерно 45—50 %.